# Kenshin Kawakami
Kenshin Kawakami (川上 憲伸 Kawakami Kenshin?, nacido el 22 de junio de 1975) es un ex lanzador japonés de béisbol profesional que jugó en las Grandes Ligas para los Atlanta Braves, y en la Liga Japonesa de Béisbol Profesional para los Chunichi Dragons.

## Carrera profesional

### Chunichi Dragons
Kawakami jugó inicialmente para los Chunichi Dragons de 1998 a 2008. En su primera temporada, fue nombrado como Novato del Año de la Liga Japonesa de Béisbol Profesional luego de registrar marca de 14 victorias y seis derrotas con un promedio de carreras limpias (efectividad) de 2.57. Ayudó a los Dragons a ganar el título de la Liga Central en 1999, pero el equipo perdió la Serie de Japón ante los Fukuoka Daiei Hawks. En 2004, registró marca de 17-7 y nuevamente llevó a los Dragons a la Serie de Japón, por lo que fue nombrado como el Jugador Más Valioso de la Liga Central y ganó el Premio Eiji Sawamura, otorgado al mejor lanzador del béisbol japonés. En 2007, ayudó a los Dragons a finalizar una racha de 53 años sin ganar un campeonato luego de derrotar a los Hokkaido Nippon Ham Fighters en la Serie de Japón.

### Atlanta Braves
El 13 de enero de 2009, Kawakami firmó un contrato de tres años con los Bravos de Atlanta.
Lanzó en su primer juego de Grandes Ligas el 11 de abril de 2009 contra los Nacionales de Washington, donde registró su primera victoria al  permitir tres carreras limpias y ponchar a ocho bateadores en seis entradas lanzadas. El 19 de junio y contra su compatriota Daisuke Matsuzaka en Fenway Park, limitó a los Medias Rojas de Boston a dos hits y dos carreras en seis entradas y ayudó a los Bravos a vencer por marcador de 8-2 a los Medias Rojas.
Una versión de videojuego de Kawakami ayudó a Wade McGilberry de Mobile, Alabama a ganar $1 millón como parte del Desafío de Juego Perfecto de Major League Baseball 2K10. McGilberry utilizó a Kawakami para lanzar un juego perfecto y ganó el concurso al ser la primera persona en hacerlo de acuerdo con las reglas.
Kawakami registró una pobre marca de 1-10 en 2010, incluyendo nueve derrotas consecutivas antes de obtener su primera victoria el 26 de junio contra los Tigres de Detroit en Turner Field. Después de ser enviado al cuerpo de relevistas, Kawakami solo lanzó una vez en 40 juegos, donde tuvo un mal desempeño, permitiendo dos carreras en solo una entrada. El 12 de noviembre, al finalizar la temporada, los Bravos asignaron a Kawakami a su equipo filial de Clase AA, los Mississippi Braves.
Durante la temporada 2010, un grupo de fanáticos se vestía como las "Geishas de Kenshin" para apoyar a Kawakami durante los juegos en Atlanta.

### Regreso a Japón
Después de pasar toda la temporada 2011 en Clase AA, Kawakami acordó un contrato con su equipo anterior, los Chunichi Dragons de la Liga Central de Japón.
Kawakami tuvo problemas de lesiones cuando regresó a los Dragons, logrando abrir solo 12 juegos durante las temporadas 2012 y 2013 de manera combinada. Registró marca de 3-1 con 2.83 de efectividad en siete aperturas durante 2012 y 1-1 con una efectividad de 3.21 en cinco aperturas durante 2013. Debido al dolor en el hombro, no hizo su primera apertura en 2013 hasta el 22 de agosto.
El 22 de noviembre de 2013, los Chunichi Dragons anunciaron que habían firmado a Kawakami a una extensión de un año. Sin embargo, solo logró seis aperturas en 2014 y no fue contratado para la temporada 2015, por lo que finalmente anunció su retiro como jugador en octubre de 2015.